# Agnes Luchterhandt
Agnes Luchterhandt (* 1969 in Detmold) ist eine deutsche Kirchenmusikerin.

## Leben
Agnes Luchterhand wuchs in einer Musikerfamilie auf. Ihre Brüder sind Gerhard Luchterhandt, Manfred Luchterhandt und Friedrich Luchterhandt. Ersten Klavierunterricht erhielt sie mit 6 Jahren bei Ruth Ponten in Detmold-Hiddesen. Mit 14 Jahren erhielt sie bei Johannes Pöld (Erlöserkirche Detmold) Orgelunterricht. Als Schülerin sang sie in der Kantorei der Christuskirche Detmold und dem Kammerchor der Musikhochschule Detmold „Capella“ unter Leitung von Alexander Wagner im Sopran und unternahm Chor-Tourneen nach Ungarn, der Schweiz und Frankreich. Dies inspirierte sie zum Kirchenmusik-Studium. Nach dem Abitur am Stadtgymnasium Detmold studierte sie Kirchenmusik an der Hochschule für Musik und Theater Hannover. Ihre Hochschullehrer  waren Ulrich Bremsteller und Harald Vogel, Orgel, Heinz Hennig, Chordirigieren, und Christa-Maria Hartmann, Klavier. Nach dem A-Examen absolvierte sie 1997 bei Wolfgang Zerer das niederländische Konzertexamen an der Hansehochschule Groningen. 1999 qualifizierte sie sich unter 43 Bewerbern als erste weibliche Organistin und Chorleiterin der Ludgerikirche (Norden) mit der weltberühmten Arp-Schnitger-Orgel von 1692 als Nachfolgerin von Reinhard Ruge. Seit 2001 teilt sie sich die Stelle mit ihrem Ehemann Thiemo Janssen. 2006 erhielt sie für ihre erste CD den Preis der deutschen Schallplattenkritik.

## Tondokumente
- Arp-Schnitger-Orgel Norden. Teil 1. Mit Thiemo Janssen. Dabringhaus und Grimm, Detmold 2005.
- Arp-Schnitger-Orgel Norden. Teil 2. Mit Thiemo Janssen. Dabringhaus und Grimm, Detmold 2008.
- Arp-Schnitger-Orgel Norden. Teil 3. Mit Thiemo Janssen. Dabringhaus und Grimm, Detmold 2012.